# Samuel von Pufendorf
Samuel von Pufendorf (8. leden 1632, Chemnitz – 13. říjen 1694, Berlín) byl německý právní teoretik, politický filozof, ekonom a historik. Významné jsou jeho příspěvky k teorii přirozeného práva, jimiž navázal na dílo Thomase Hobbese a Hugo Grotia. Očistil právní teorii od teologických spekulací. Proslulým se stalo jeho nepřátelství s Gottfriedem Leibnizem. Měl blízko k některým švédským politikům, jeden čas působil i na univerzitě ve švédském Lundu, roku 1677 se stal dokonce státním kancléřem švédského království. Svá díla psal latinsky, jen výjimečně německy. Silně ovlivnil německé i francouzské osvícence.

## Bibliografie

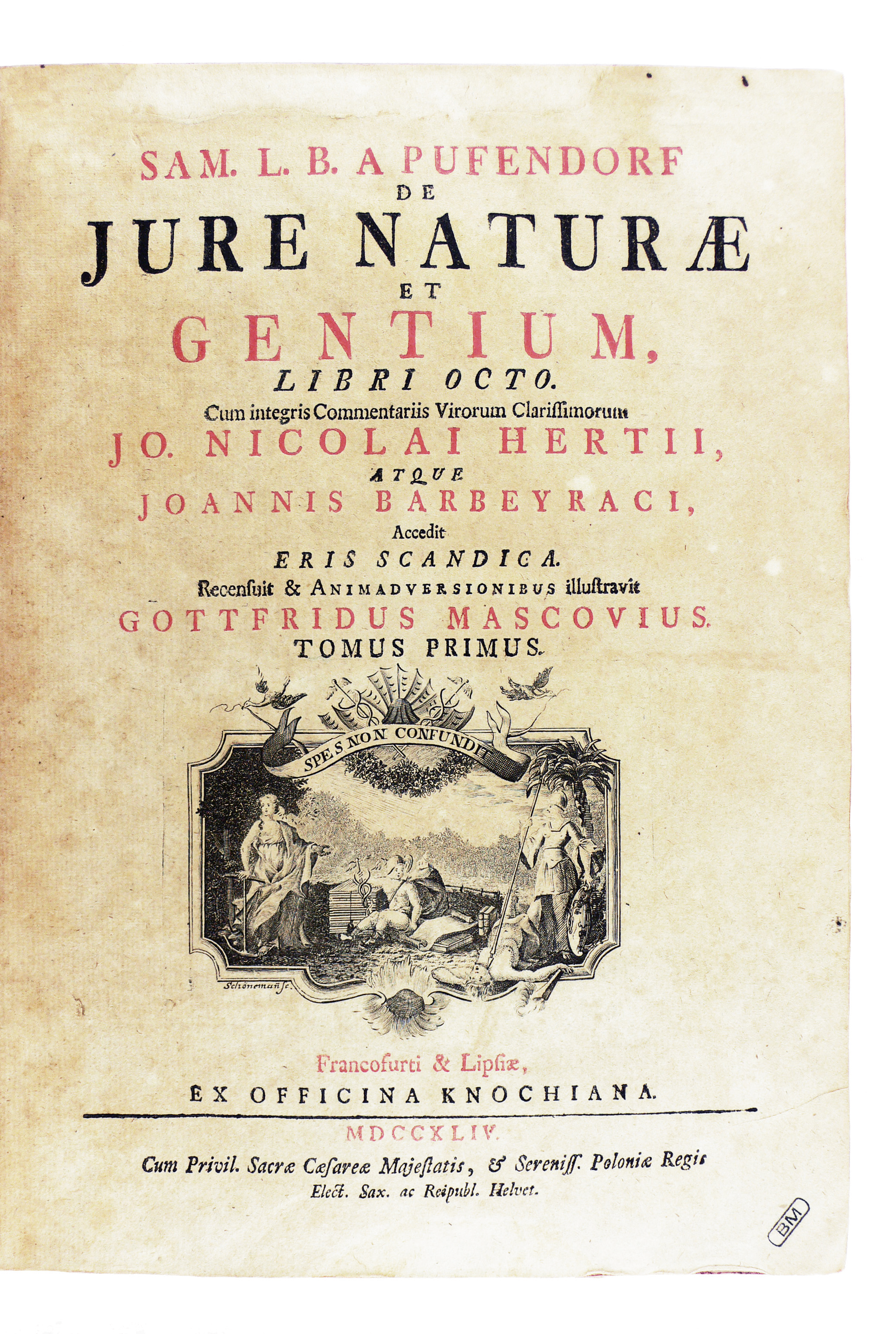
De jure naturae et gentium, 1744).